# Пепелно
Попелно (на словенски: Pepelno) е село в Словения, Савински регион, община Целе. Според Националната статистическа служба на Република Словения през 2015 г. селото има 106 жители.